# Raúl Mesnier

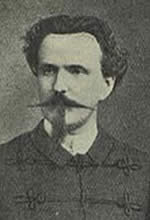
Raoul Mesnier du Ponsard

Raoul Mesnier du Ponsard (São Nicolau, Oporto, 2 de abril de 1848 - Inhambane, Mozambique, 28 de mayo de  1914) fue un ingeniero portugués de origen francés, conocido por haber construido varios ascensores y funiculares en Portugal.  
Raul Mesnier nació en Oporto, pero estudió en el extranjero, donde estuvo en contacto con diseñadores y fabricantes de material ferroviario de transporte. 
Como ingeniero de obras públicas fue diseñador de sistemas de elevadores de transporte público en Braga (Elevador do Bom Jesus), Oporto (Funicular dos Guindais), Lisboa (elevadores de Santa Justa, Glória, Bica, Lavra), Nazaré (Elevador da Nazaré)  etc.
- Datos: Q3057590
- Multimedia: Raul Ponsard / Q3057590